# Бармята
 Бармята  — деревня в Афанасьевском районе Кировской области в составе Гординского сельского поселения.

## География
Расположена на расстоянии примерно 8 км на юг-юго-запад по прямой от центра поселения села  Гордино на правобережье реки Кама.

## История
Известна с 1873 года как часть селения Гординская, в 1926 здесь (деревня Бармята 1-е или Барминский 1-й) хозяйств 11 и жителей 57, в 1950 18 и 60, в 1989 35 жителей. Современное название утвердилось с 1950 года.

## Население
Постоянное население составляло 30 человек (русские 100%) в 2002 году, 26 в 2010.